# Općina Berovo
Općina Berovo  (makedonski: Крива Паланка) je jedna od 80 općina Republike Sjeverne Makedonije koja se prostire na krajnjem istoku Sjeverne Makedonije. 
Upravno sjedište ove općine je grad Berovo.

## Zemljopisne osobine
Općina Berovo graniči s općinama: Pehčevo, Delčevo i Vinica na sjeveru, te s općinama Radoviš i Vasilevo na zapadu, općinama Bosilovo i Novo Selo na jugu, te državom Bugarskom na istoku,.
Ukupna površina Općine Berovo  je 598,07 km².

## Stanovništvo
Općina Berovo  ima 13 941 stanovnika. Po popisu stanovnika iz 2002. nacionalni sastav stanovnika u općini bio je sljedeći;
- Makedonci  = 13 335 (95,7%)
- Romi  = 459 (3,3%)
- ostali= 147 (1,1%)

## Naselja u Općini Berovo
Ukupni broj naselja u općini je 9, od toga je 8 sela i jedan gradić Berovo.

## Pogledajte i ovo
- Berovo
- Sjeverna Makedonija
- Općine Sjeverne Makedonije

## Vanjske poveznice
- Općina Berovo na stranicama Discover Macedonia